# Добруша
Добруша (алб. Dobrushë, Dobrusha) је насељено место у општини Исток, на Косову и Метохији. Према попису становништва из 2011. у насељу је живело 1.178 становника.

## Географија
Насеље се налази у Осојанској котлини. Овде се налазе остаци старе цркве.

## Историја
У насељу се 20. октобра 2011. десио оружани напад на троје Срба повратника, током кога је један од нападнутих Срба убијен, а двојица теже рањена. Нападу су претходиле отворене пријетње Албанаца.

## Становништво
Према попису из 2011. године, Добруша има следећи етнички састав становништва:
| Националност | 2011.        |
| Бошњаци      | 618 (52,46%) |
| Албанци      | 504 (42,78%) |
| Египћани     | 53 (4,50%)   |
| недоступно   | 3 (0,26%)    |
| Укупно       | 1.178        |

| Демографија | Демографија | Демографија |
| Година      | Становника  | Становника  |
| ----------- | ----------- | ----------- |
| 1948.       | 876         |             |
| 1953.       | 953         |             |
| 1961.       | 1.237       |             |
| 1971.       | 1.366       |             |
| 1981.       | 1.855       |             |
| 1991.       | 1.976       |             |
| 2011.       | 1.178       |             |